# Truyère
De Truyère is een rivier in het Centraal Massief, Frankrijk. Hij ontspringt in het bos van Croix-de-Bor in de bergen van la Margeride, en mondt uit in de Lot bij Entraygues-sur-Truyère.
De rivier stroomt door drie departementen in drie verschillende regio's:
- Lozère, regio Occitanie
- Cantal, regio Auvergne-Rhône-Alpes
- Aveyron, regio Occitanie

De belangrijkste zijrivieren zijn de Triboulin, de Limagnole, de Rimeize, de Ander, de Goul, de Selves, de Mézère, de Bès, de Epi.

## Zie ook

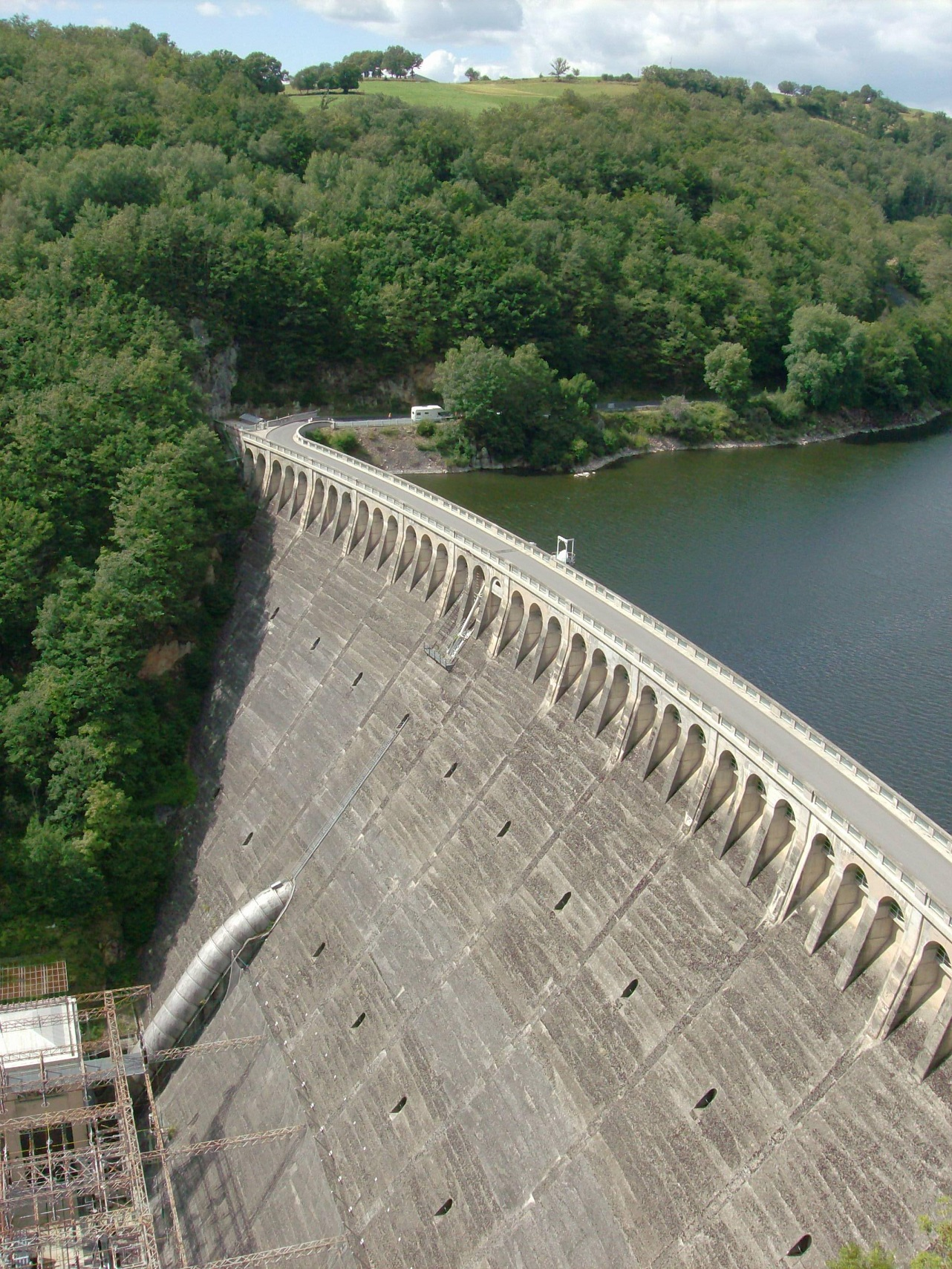
De stuwdam van Sarrans in de Truyère.